# Identités de Cassini, de Catalan et de Vajda
Les identités de Cassini, de Catalan et de Vajda sont trois identités mathématiques concernant les nombres de Fibonacci. L'identité de Cassini est un cas particulier de celle de Catalan, qui est elle-même un cas particulier de l'identité de Vajda. Cette dernière est à son tour un cas particulier des identités remarquables vérifiées par les suites récurrentes linéaires d'ordre 2.

## Identité de Cassini
L'identité de Cassini est :
{\displaystyle \forall n\in \mathbb {Z} \quad F_{n-1}F_{n+1}-F_{n}^{2}=(-1)^{n}}.

## Identité de Catalan
L'identité de Catalan est :
{\displaystyle \forall n,r\in \mathbb {Z} \quad F_{n}^{2}-F_{n-r}F_{n+r}=(-1)^{n-r}F_{r}^{2}}.
L'identité de Cassini est ainsi le cas particulier de celle de Catalan dans le cas {\displaystyle r=1}.

## Identité de Vajda
L'identité de Vajda, du nom de Steven Vajda, est :
{\displaystyle \forall i,j,k\in \mathbb {Z} \quad F_{k+i}F_{k+j}-F_{k}F_{k+i+j}=(-1)^{k}F_{i}F_{j}}.
En prenant {\displaystyle i=j=r} et {\displaystyle k=n-r}, on retrouve l'identité de Catalan.